# Slag bij Tenedos (73 v.Chr.)
De Slag bij Tenedos werd in 73 v.Chr. uitgevochten tussen de vloten van de Romeinse Republiek en het koninkrijk Pontus tijdens de Derde Mithridatische Oorlog.

## Aanloop
Mithridates VI van Pontus had al enkele steden weten te veroveren in Anatolië zonder al te veel tegenstand. De Romeinse senaat had Lucius Licinius Lucullus eropuit gestuurd om het groeiende gevaar uit Pontus in de kop te drukken. Inmiddels was Lucullus hard bezig om met zijn vloot de Hellespont te bereiken om het leger van Mithridates tegen te houden. De Romeinse generaal probeerde de focus van de strijd op het Egeïsch gebied te concentreren.

## Slag
Toen Lucullus in Troje arriveerde vernam hij dat een Pontische vloot op weg was naar Lemnos en voor anker lag bij Tenedos. Lucullus mobiliseerde snel zijn leger en was al snel in staat om de dertien Pontische schepen te veroveren en de Pontische admiraal te executeren.
Al snel bereikte hem het bericht dat een andere grote vloot Lemnos had bereikt. Opnieuw was Lucullus in staat zijn leger snel te mobiliseren en het eiland snel te bereiken. Het Pontische leger probeerde er voor te zorgen dat Romeinen niet de kust van het eiland wisten te bereiken. Door een omtrekkende beweging te maken wist hij het Pontische uiteindelijk in te sluiten en 32 schepen in totaal te vernietigen of te veroveren. De Pontische admiraals werden gevangengenomen.